# 1927 LA
1927 LA とは、小惑星帯にある小惑星の1つ。

## 発見
1927 LA は、協定世界時1927年6月1日23時11分頃にケーニッヒシュトゥール天文台で発見された小惑星である。発見時の明るさは13.7等級であった。しかし、同天文台でなされた6月20日と7月5日の観測を最後に、1927 LA は行方不明となってしまった。1927 LA と同一と考えられている観測結果は2019年時点でもなお見つかっていない。これは、仮符号が付与されている中では、最も古い年代の数値が使われている小惑星である。次いで古いのは1937年2月10日に発見され3月13日を最後に行方不明となっている 1937 CK までない。

## 軌道の性質
1927 LA の軌道長半径は3.34AUと、小惑星帯の中でも外側を公転する小惑星であるが、軌道離心率が0.334もある楕円軌道であるため、近日点距離は2.23AU、遠日点距離は4.46AUに達する。1927 LA はこの軌道をほぼ6年かけて公転していると考えられている。